# 阿列恩佐
阿列恩佐（義大利語：Arienzo），是意大利卡塞塔省的一个市镇。总面积14平方公里，人口5362人，人口密度383.0人/平方公里（2009年）。ISTAT代码为061004。